# Jesús Moreno
Jesús Alberto Moreno Salas (sinh ngày 3 tháng 5 năm 1990) là một cầu thủ bóng đá người México thi đấu ở vị trí tiền đạo cho Correcaminos UAT của Ascenso MX.

## Sự nghiệp
Anh ra mắt với San Luis vào ngày 30 tháng 7 năm 2011 trước Tecos de la UAG, vào ngày thứ 2 của Giải đấu Apertura 2011 của Giải hạng nhất Mexico. Sau đó, anh ấy tiếp tục chơi với Unión de Curtidores ở Giải hạng hai của Mexico. Trước Giải đấu Apertura 2013 của Liga de Ascenso de México, việc anh ấy đến Alebrijes of Oaxaca đã được xác nhận.
Anh là nhà vô địch vua phá lưới Copa MX, sánh ngang với tiền vệ người Paraguay của UNAM Pumas, Silvio Torales. Moreno đã ghi 5 bàn sau 6 trận ở vòng bảng của giải đấu. Anh ấy đã ghi một cú ăn ba vào lưới Jaguares de Chiapas vào ngày thứ ba, một bàn thắng vào lưới Pumas UNAM ở lượt chốt 1 và vào ngày cuối cùng anh ấy ghi bàn vào lưới Cafetaleros de Tapachula để hoàn thiện bộ tứ ghi bàn và do đó chia sẻ ngôi đầu với Guaraní Silvio Torales.
Vào ngày 16 tháng 12 năm 2015, dự thảo Liga MX đã diễn ra, nơi Jesús Alberto Moreno được công bố là bản hợp đồng mới cho Club América.
Cơ hội đến với anh ấy, khi anh ấy trở lại thi đấu lần đầu tiên, chơi lần đầu tiên với tư cách là người bắt đầu, vào Thứ Bảy, ngày 27 tháng 2 năm 2016, trước Tigres de la UANL, ghi bàn thắng đầu tiên của trận đấu và thay người ở phút 75.
Sau thời gian ngắn thi đấu tại Club América, anh ấy đến vào giữa tháng 11 dưới dạng cho mượn để tăng cường cho Giải đấu Clausura 2017.
Vào tháng 12 năm 2017, việc chuyển nhượng của anh ấy từ Tampico Madero sang Correcaminos UAT, đối thủ không đội trời chung của Tampico, đã được xác nhận. Vụ chuyển nhượng này khiến người hâm mộ Thiên Bình bất bình.

## Danh hiệu
América
- CONCACAF Champions League: 2015–16